# Gnaius Cornelius Lentulus (consul in 201 v.Chr.)
Gnaius Cornelius Lentulus (Gnaius Cornelius L.f. L.n. Lentulus) was een Romeins politicus uit de 3e eeuw v.Chr.
Gnaius was rond 210 v.Chr. augur, een ambt dat hij tot het einde van zijn leven zou uitoefenen. Hij vocht in 216 v.Chr. als tribunus militum in de slag bij Cannae, tijdens welke slag hij de consul Lucius Aemilius Paulus aanbood hem te redden, wat deze afsloeg.
In 212 v.Chr. was hij quaestor in Lucanië en zou volgens sommigen in die hoedanigheid van Hannibal Barkas het hoofd van Tiberius Sempronius Gracchus hebben ontvangen en een begrafenis hebben gegeven.
In 205 v.Chr. was hij samen met zijn broer Lucius Cornelius Lentulus aedilis curulis.
Hij werd consul in 201 v.Chr. en kreeg het bevel over de Romeinse vloot. Hij verlangde de oorlog in Africa - die door Publius Cornelius Scipio Africanus maior was begonnen - verder te voeren, maar voor hij uit Sicilia naar Africa kon oversteken, was de vrede getekend (201 v.Chr.).
Hij behield vermoedelijk zijn imperium in 200 v.Chr., daar we weten dat de consul Publius Sulpicius Galba Maximus tegen het eind van dat jaar naar Epirus afzeilde en hiervoor schepen koos ex classe Cn. Corneli ("uit de vloot van Gnaius Cornelius").
In 199 v.Chr. vormde hij samen met Publius Aelius Paetus (zijn voormalige collega in het consulaat) en Sextus Aelius Paetus Catus een commissie van triumviri ad colonos scribendos, om de colonia Narnia van voldoende kolonisten te voorzien.
In 196 v.Chr. werd hij als legatus naar Philippus V van Macedonië uitgezonden.